# 弗勞希特山
47°18′19″N 11°21′2″E / 47.30528°N 11.35056°E

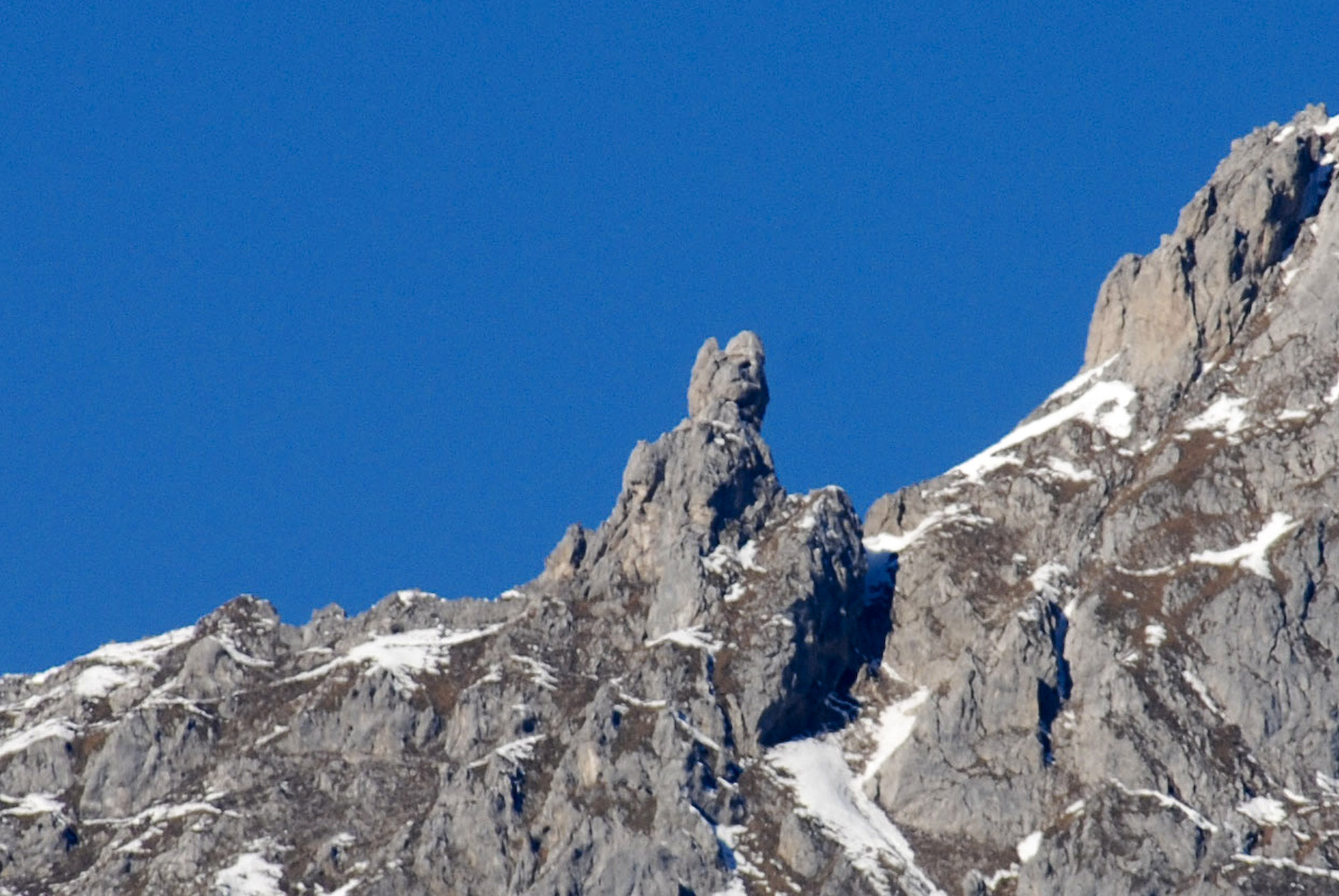

弗勞希特山（德語：Frau Hitt），是奧地利的山峰，位於該國西部，由蒂羅爾州負責管轄，屬於諾德凱特山脈的一部分，海拔高度2,270米，每年平均降雨量1,666毫米。